# Lay-Saint-Remy
Lay-Saint-Remy település Franciaországban, Meurthe-et-Moselle megyében. Lakosainak száma 339 fő (2022. január 1.). Lay-Saint-Remy Foug és Pagny-sur-Meuse községekkel határos.

## Népesség
A település népességének változása:
| Lakosok száma | 257  | 258  | 307  | 348  | 360  | 361  | 352  | 343  | 339  | 339  |
|               | 1968 | 1982 | 1990 | 2006 | 2013 | 2015 | 2017 | 2019 | 2020 | 2022 |